# Ghislain de Marsily
Ghislain de Marsily, né le 18 octobre 1939 à Fontvieille (Bouches-du-Rhône) et mort le 21 avril 2024 à Paris, est un universitaire français spécialisé en hydrogéologie.

## Biographie
Il entre en 1960 à l'École des mines de Paris dont il sort en 1963 diplômé ingénieur civil des mines. Il fait ensuite des recherches à l'Ecole des mines qui le conduisent au diplôme de docteur d'État de l'Université de Paris 6 (1978). Il est chef du Centre d’informatique géologique de l’École des mines de Paris de 1973 à 1985. 
De 1987 à 2004, il est professeur de géologie à l'université Paris 6. Il y dirige le laboratoire de Géologie appliquée de 1987 à 2000, ainsi que le diplôme d'études approfondies (DEA) inter-établissements d'hydrologie de 1985 à 2004, et l'UMR CNRS SISYPHE de 1989 à 2000. Il crée une école doctorale inter-établissements Géosciences et Ressources Naturelles (commune à l'Univ. Paris 6, l'École des Mines de Paris, et à l'ENGREF), qu'il dirige de 2000 à 2004.
Depuis 2005, il est professeur émérite à l'Université de Paris 6. Il a aussi conservé le titre de professeur à l'Ecole des mines. Au cours de cette nouvelle période, il s'intéresse aux conséquences des changements climatiques sur les ressources en eau et aux nouveaux problèmes d'alimentation dans le monde.
De 1994 à 2006, il est membre de la Commission nationale d'évaluation relative aux recherches sur la gestion des déchets radioactifs.
Il dirige le Programme interdisciplinaire de recherche sur l'hydrologie du bassin de la Seine (PIREN-Seine) du CNRS de 1989 à 1999 et le GDR du CNRS Transfert dans les bassins sédimentaires (TRABAS) de 1990 à 1997.

## Travaux scientifiques
« Son domaine d’activité touche aux eaux souterraines, à la ressource globale en eau, à sa protection et à sa gestion, à la gestion des déchets enfouis dans le sol et au développement durable, dont l’eau est un élément fondamental ».

## Principales publications
- Quantitative Hydrogeology: Groundwater Hydrology for Engineers, éd. Academic Press, 1986, 464 pages. Cet ouvrage fait l'objet de plus de 3000 citations selon google scholar. 
Cet ouvrage avait été publié initialement en français : Hydrogéologie quantitative, 1981, éd. Masson, 216 pages.
- L’eau, un trésor en partage, éditeur : Dunod, 2009, 256 pages[5].
- Avec J Bear et CF Tsang : Flow and Contaminant Transport in Fractured Rock, éd. Academic Press, 2011, 545 pages.

Il est coordinateur avec Henri Leridon du rapport Démographie, climat et alimentation mondiale (2011).
Il intervient sur France Culture à plusieurs reprises de 2010 à 2019.

## Distinctions
Ghislain de Marsily a reçu de nombreux prix et distinctions

### Prix et distinctions universitaires
- Prix Jules Gosselet, Société Géologique de France, 1991[9]
- Prix Fondation Körber de promotion de la science européenne, Allemagne,     1992
- Prix de la Fondation Spa du Fonds national de la recherche scientifique belge (FNRS), 1993[10]
- Docteur Honoris Causa, Université du Québec, 1994
- Prix Horton de l'American Geophysical Union, 1994, reçu en 1995[11]
- Prix John Dalton de l'European Geophysical Society, 2000[12]
- Prix Roubault de l'Union Française des Géologues, 2000
- Grand Prix de l'Académie des Sciences (Grand Prix de l'Institut Français du Pétrole), 2001[13]
- Prix Meinzer Award de la Geological Society of America, 2004[14]
- Prix du président de l'International Association of Hydrogeologists, 2010[15] et Award of Honorary Membership, 2016[16]
- Docteur Honoris Causa, Université du Neuchatel, 2011[17]

### Membre d'organismes scientifiques
- Fellow de l'American Geophysical Union, 1989
- Fellow de la Geological Society of America, 2005
- Membre de la Société géologique de France
- Membre de l’Association internationale des hydrogéologues
- Membre de l'Académie d'agriculture de France (1993)
- Membre étranger associé de l’US National Academy of Engineering (1999)[18]
- Membre de l’Academia Europaea (1999)
- Membre de l’International Water Academy (2000)
- Membre fondateur de l’Académie des technologies, France (2000)
- Membre correspondant (1997) puis membre de l'Académie des sciences (France), France (2003)[3]

### Médailles nationales
- Chevalier de la Légion d'honneur
- Chevalier de l'ordre national du Mérite
- Chevalier de l'ordre des Palmes académiques
- Chevalier de l'ordre du Mérite agricole